# Wolfram Ax

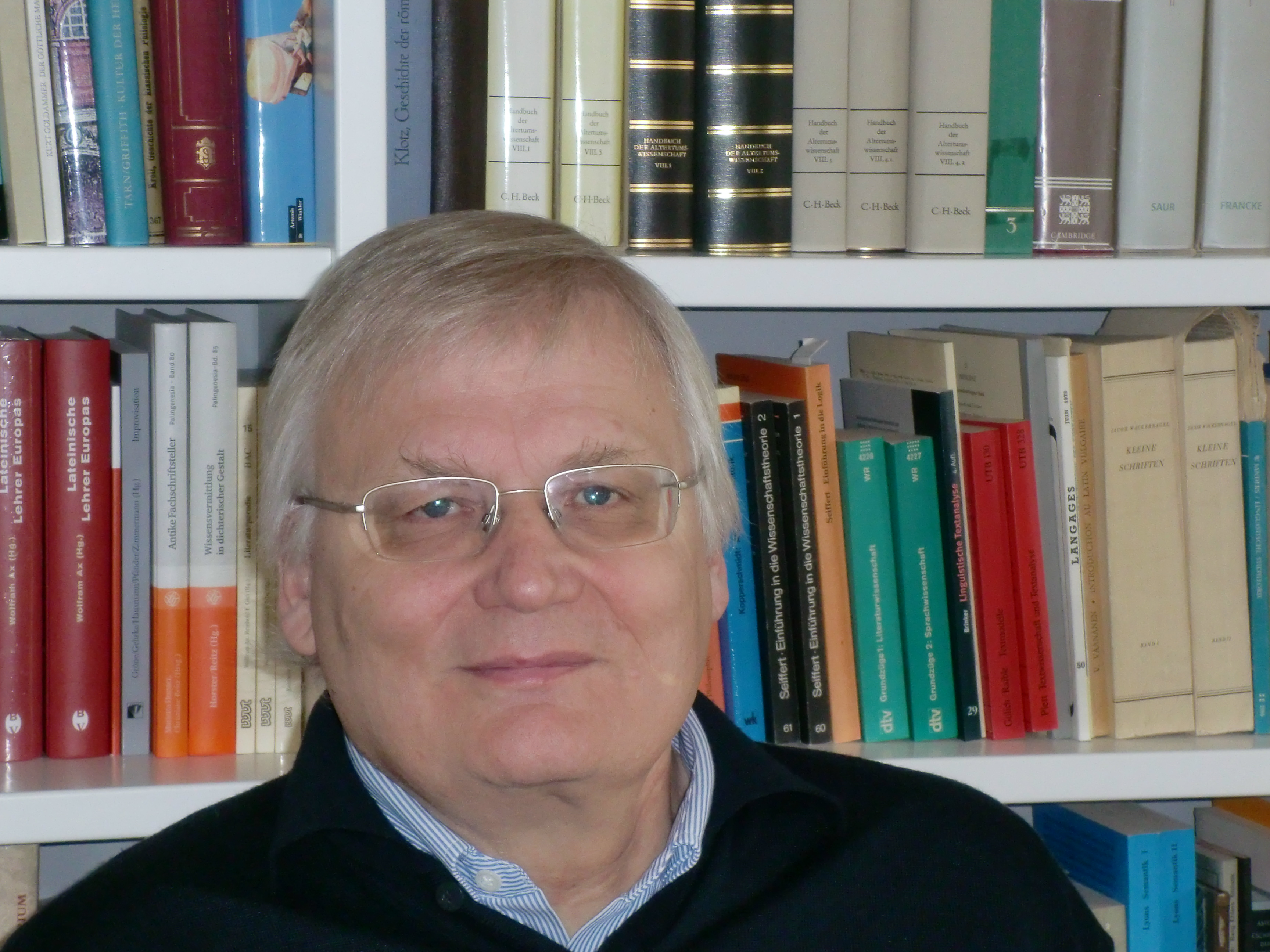
Wolfram Ax (undatiert)

Wolfram Ax (* 9. Dezember 1944 in Falkensee bei Berlin; † 18. Juli 2020) war ein deutscher Altphilologe.

## Leben
Nach seinem Abitur in Hildesheim begann er 1964 ein Studium der Klassischen Philologie und Germanistik an den Universitäten in Münster, Bonn und Göttingen, das er 1970 in Göttingen mit dem Ersten Staatsexamen abschloss. Nach der Promotion 1974 habilitierte er sich 1983 und erhielt 1984 eine C2-Dozentur für Klassische Philologie in Göttingen. 1989 war er Visiting Scholar an der University of Berkeley. 1992 erhielt er den Ruf auf eine C3-Professur an die Universität Erlangen-Nürnberg, lehnte diesen aber ab. 1993 folgte er einem Ruf auf den Lehrstuhl für Latinistik an der Universität Düsseldorf. 1996 übernahm er als Nachfolger von Clemens Zintzen den Lehrstuhl für Latinistik an der Universität zu Köln. 2008/2009 erhielt er die Opus Magnum Förderung der Fritz Thyssen Stiftung. Im Frühjahr 2010 trat er in den Ruhestand.
Ax beschäftigte sich mit antiker Grammatik, Rhetorik und Sprachphilosophie, mit der Linguistik des Lateinischen, mit Stiltheorie, der Parodie, der Dichtung der Römischen Kaiserzeit, außerdem mit Grammatik und Stilistik der Renaissance (besonders des Lorenzo Valla), mit Marcus Terentius Varro und Aelius Donatus sowie mit Antike-Comics.
Für sein wissenschaftliches Œuvre erhielt Ax 2016 den Trierer Ausonius-Preis.